# Historia de Fráncfort del Meno

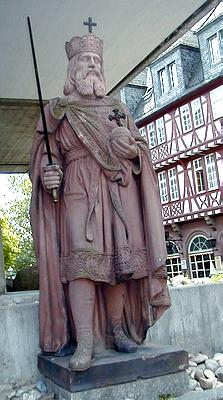
Estatua de Carlomagno (Museo Histórico de Fráncfort del Meno).

La historia de Fráncfort del Meno (Alemania) engloba el período comprendido desde su primera colonización humana en la prehistoria hasta la actualidad. En los límites de la ciudad se han encontrado numerosos hallazgos neandertales, de la Edad de Piedra, Bronce y Hierro.
Fráncfort fue una ciudad importante del Sacro Imperio, siendo la sede de las elecciones imperiales desde 885 y la ciudad de las coronaciones imperiales desde 1562 (anteriormente en la Ciudad Imperial Libre de Aquisgrán) hasta 1792. Fráncfort fue declarada Ciudad Libre Imperial (Reichsstadt) en 1372, haciendo de la ciudad una entidad de inmediatez imperial, es decir, inmediatamente subordinada al Sacro Emperador Romano y no a un gobernante regional o un noble local.
Debido a su importancia imperial, Fráncfort sobrevivió a la mediatización en 1803. Tras el colapso del Sacro Imperio Romano en 1806, Fráncfort cayó ante el gobierno de Napoleón Bonaparte, quien le otorgó la ciudad a Karl Theodor Anton Maria von Dalberg. Durante este periodo la ciudad se hizo conocida como el Gran Ducado de Fráncfort. El clero católico Dalberg emancipa a los católicos que viven con el límite de la ciudad. En 1810, Dalberg fusionó Fráncfort con el Principado de Aschaffenburg, el condado de Wetzlar, Fulda y Hanau para formar el Gran Ducado de Fráncfort. Después de la derrota de Napoleón y el colapso de la Confederación del Rin, Fráncfort regresó a su constitución pre-napoleónica a través del Congreso de Viena de 1815 y se convirtió en una ciudad-estado soberana y miembro de la Confederación Alemana.
Durante el período de la Confederación Alemana, Fráncfort continuó siendo una ciudad importante. El organismo rector de la confederación, el Bundestag (oficialmente llamado Bundesversammlung, Asamblea Federal) se encontraba en el palacio de Thurn und Taxis en el centro de la ciudad de Fráncfort. Durante las revoluciones de 1848, el Parlamento de Fráncfort se formó en un intento de unir a los estados alemanes de manera democrática. Fue aquí donde el rey prusiano, Federico Guillermo IV rechazó la oferta de la corona de la "Pequeña Alemania".
En 1866, el Reino de Prusia entró en guerra con el Imperio austríaco por Schleswig-Holstein, causando la guerra austro-prusiana. Fráncfort, que permaneció fiel a la Confederación Alemana, no se unió a Prusia. Después de la victoria de Prusia, Fráncfort fue anexionada por esta, convirtiéndose en parte de la recién formada provincia de Hesse-Nassau.
Al igual que la mayoría de las ciudades alemanas, Fráncfort fue destruida por los bombardeos de los aliados durante la Segunda Guerra Mundial. Entre el 26 y el 29 de marzo de 1945 se libró una batalla por el control de la ciudad, terminando con la captura por parte de las tropas aliadas.

## Toponimia

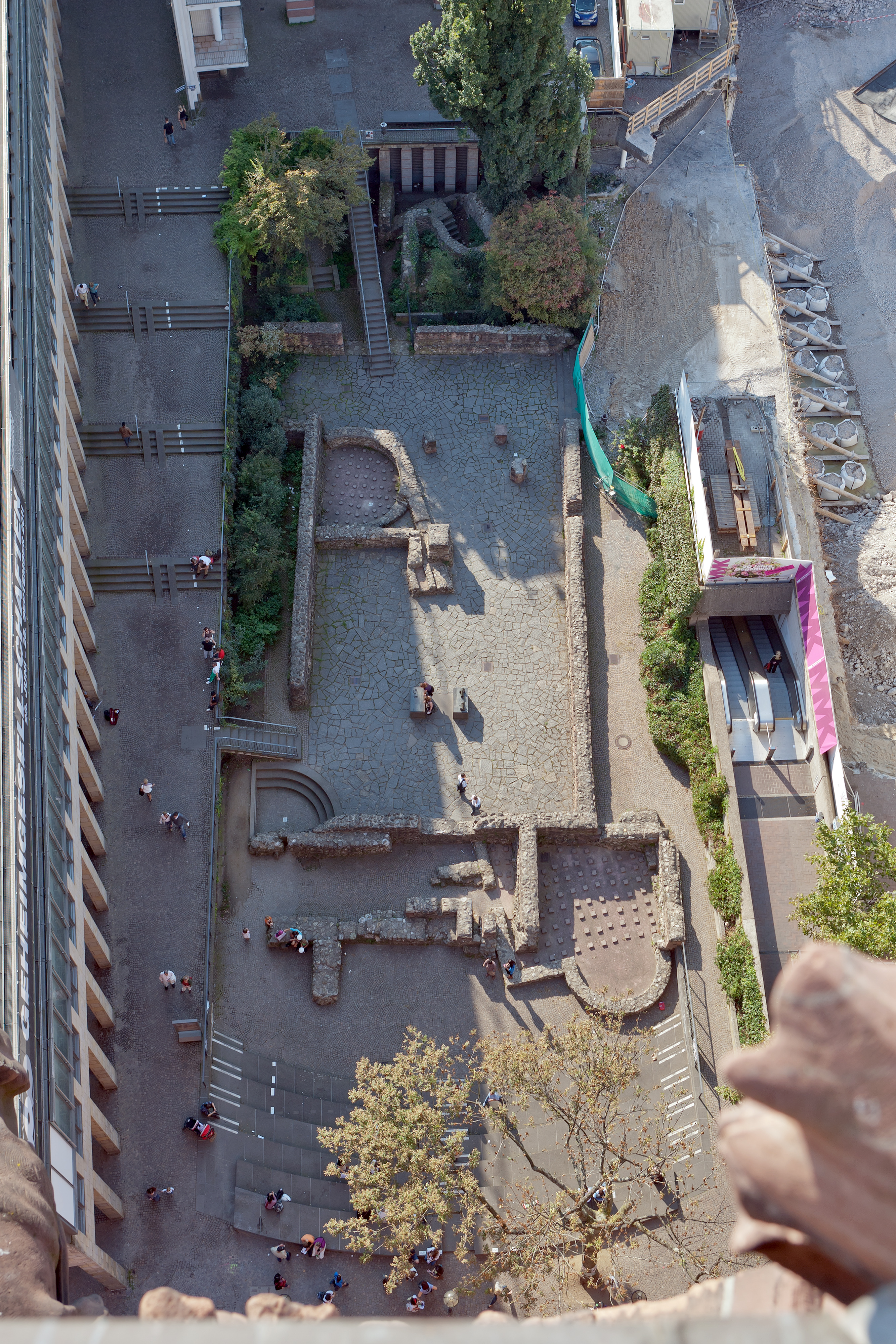
Vista de los restos de los cimientos romanos y medievales tempranos en la colina de la catedral.

En las primeras menciones escritas de las que se tiene noticia (del año 794), el nombre de la población asentada en los lomajes donde hoy se encuentra la catedral era referido como Frankonovurd en alto alemán antiguo o también Vadum Francorum en latín. Ambos nombres significan lo mismo: «Vado (Furt) de los francos (Franken)», una barrera de roqueríos en el fondo del río Meno que hacía posible cruzarlo sin peligro cuando traía un flujo normal (por aquel entonces, el río era más ancho que en la época actual). La roqueda se hallaba seguramente un poco más río arriba del puente que hoy se denomina Alte Brücke.
Es probable que en la época romana el vado no tuviera aún una importancia estratégica porque los caminos que se internaban en el territorio germano desde Maguncia hacían rodeos evitando las tierras bajas y pantanosas de las riberas del río Meno, en medio de las que se encontraba la colina de la catedral de Fráncfort.

## Edad Antigua
Los primeros restos arqueológicos hallados en Fráncfort del Meno datan de alrededor del año 70, cuando el Imperio romano levantó una fortificación donde actualmente se erige la catedral.

## Edad Media
Tras la caída del Imperio romano, Fráncfort aumentó su importancia como punto neurálgico del tráfico comercial entre el Mediterráneo y el Mar del Norte.
Carlomagno, Emperador de Occidente (800–814) y fundador del Imperio carolingio, habitó en esta ciudad buena parte de su vida. El río Meno o Main constituyó a partir de allí y durante más de diez siglos el principal centro de la actividad comercial en la ciudad.
Concilio de Fráncfort
El Concilio de Fráncfort tuvo lugar el 1 de junio de 794 y fue convocado y presidido por Carlomagno. En este concilio la iglesia condenó la herejía adopcionista y revocó los decretos sobre los iconos sagrados que se habían establecido en el año 787 en el Concilio de Nicea.

## Edad Moderna
Durante el Sacro Imperio Romano Germánico, el rey alemán era elegido (desde 1152) en la catedral de Fráncfort y entre 1562 y 1792 fue el lugar de coronación de los emperadores alemanes. Los banquetes festivos tenían lugar en la Sala de Emperadores del ayuntamiento Römer.
Batalla de Höchst
El 15 de junio de 1622, Cristián llegó al territorio del arzobispado de Maguncia en Oberursel. Envió al coronel Dodo zu Innhausen und Knyphausen con una avanzada de 1.500 hombres contra el pueblo de Höchst para tomarlo en un golpe de mano y salvaguardar el punto de vadeo del Meno. Sin embargo, las tropas municipales de Höchst defendieron con éxito la ciudad contra el asalto inicial de Knyphausen. El día 16, las tropas de Knyphausen finalmente asaltaron y saquearon Höchst.
Dos días después, los protestantes comenzaron a construir un puente de pontones sobre el Meno. Mientras tanto, Cristián se trasladó con sus tropas hacia Höchst y destruyó los pueblos de Oberursel, Eschborn y Sulzbach. Al mismo tiempo, las tropas católicas se aproximaban a marchas forzadas desde Wurzburgo con 20 000 soldados de infantería, 6000 soldados de caballería y 18 cañones. El 19 de junio, arribaron al río Nidda entre Nied y Sossenheim a altas horas de la noche.
Cuando el puente se completó en la mañana del 20 de junio, la gente de Cristián comenzó a cruzar el río. Cristián formó sus tropas para luchar contra los católicos en Sossenheim. Mientras tanto, las fuerzas de Tilly habían sido reforzadas por un ejército bajo el mando del general Franz von Hövelberg. Planeaban forzar a las tropas de Cristián a regresar a los muros de Höchst y el Meno. Por ello Cristián ordenó a sus tropas que se retiraran por el puente pontón hacia Kelsterbach, pero bajo el fuego de artillería católica esa retirada se convirtió en una marcha precipitada. El puente se rompió y muchos de los soldados de Cristián se ahogaron en el Meno. Según las antiguas crónicas, los protestantes perdieron más lansquenetes por ahogamiento que en la batalla misma.[cita requerida]
Siglo XVIII
En 1749 nació el ciudadano más famoso de Fráncfort, Johann Wolfgang von Goethe.

## Edad Contemporánea

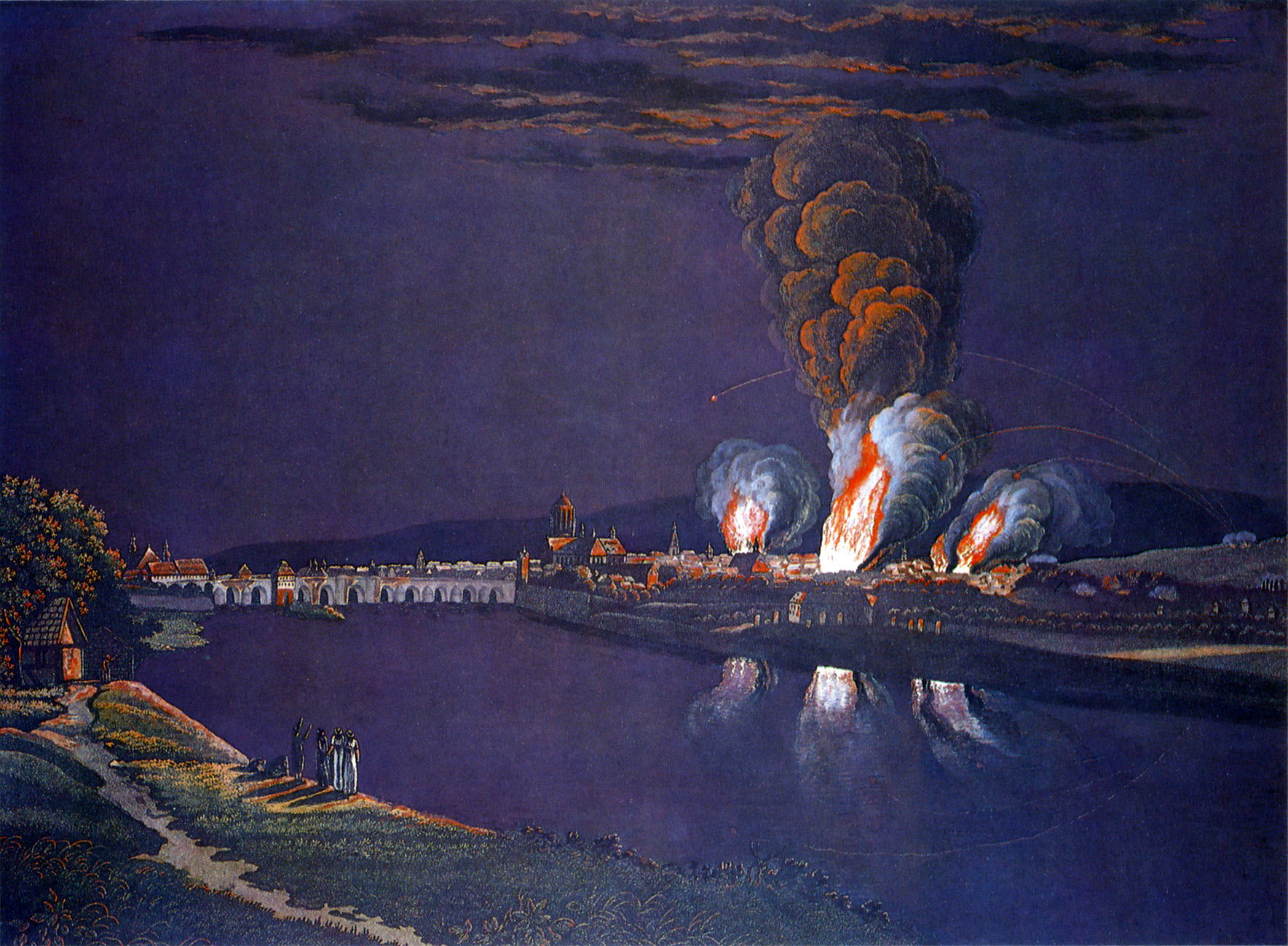
Bombardeo de Fráncfort el 13 de julio de 1796 durante la Primera Coalición.

### Confederación del Rin

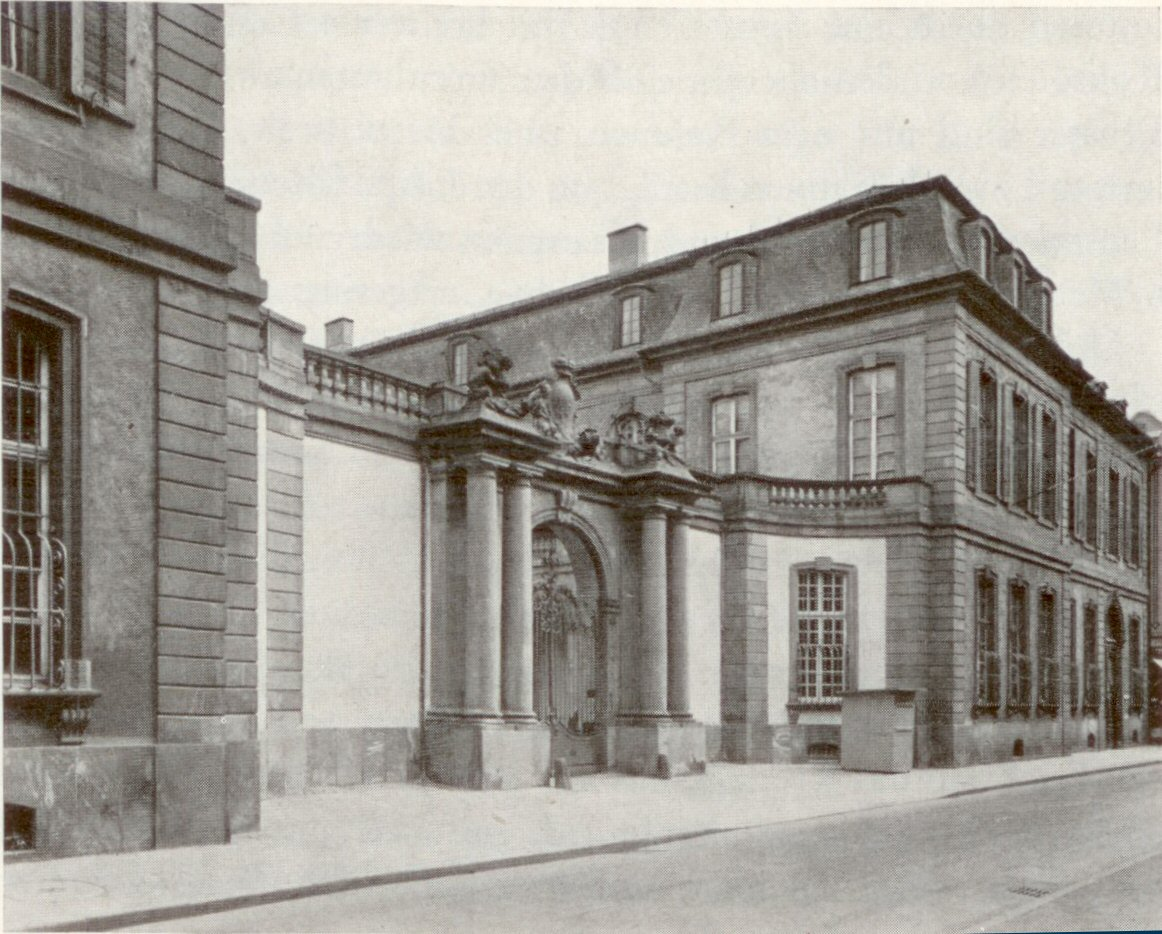
Palais Thurn und Taxis.

Fráncfort fue la capital de la Confederación del Rin, asociación de estados alemanes establecida en 1806 por Napoleón I tras haber conquistado la casi totalidad de Renania en el marco de las denominadas guerras napoleónicas. Para acabar con la influencia de Austria, el Emperador francés elevó a la categoría de reinos a Baviera y Württemberg e hizo de Baden un gran ducado al igual que Berg. Creada de manera similar a la Liga del Rin, ideada por Luis XIV, pero con la diferencia de que ahora los estados se separaban definitivamente del Sacro Imperio Romano Germánico.
En su periodo de máxima extensión (1808–1809), la confederación comprendía 38 estados, 360 000 km² y 15 millones de habitantes. Bien acogida por el pueblo en un principio e interpretada como un paso hacia la unificación, su popularidad disminuyó a medida que la integración en el Sistema Continental se tradujo en la implantación de duras medidas económicas.
Gran Ducado de Fráncfort (1810-1813)
Con la disolución del Sacro Imperio Romano Germánico en 1806, la ciudad de Fráncfort del Meno había perdido su estatus de ciudad imperial, por lo que se mantenía de facto como una ciudad estado independiente dentro del territorio alemán. A fin de aliarse con Baviera, Napoleón ofreció los territorios de Ratisbona, en manos del arzobispo de Maguncia Karl Theodor von Dalberg, a Baviera, y, a cambio, Dalberg recibió Fráncfort del Meno, que se integró en los territorios que todavía se mantenían bajo el control del arzobispo, a saber, Aschaffenburg, Wetzlar, Fulda y Hanau, creándose el Gran Ducado de Fráncfort del Meno.
Aunque el Gran Ducado recibía el nombre de la ciudad de Fráncfort del Meno, Dalberg residía en Aschaffenburg, y los territorios del mismo estaban gobernados de facto por un comisario francés. En virtud de la constitución del gran ducado, tras la muerte de Dalberg el estado sería heredado por el hijastro de Napoleón, Eugène de Beauharnais.
Mayer Amschel Rothschild
Guillermo I (1743–1821), príncipe de Hesse-Kassel desde 1803, era uno de los más ricos gobernantes de Europa y también uno de los más importantes prestamistas del continente. Su padre, Federico II, había sentado las bases de su fortuna a través del arriendo de súbditos como soldados a otros gobernantes.
En 1801, Mayer Amschel se hizo gerente de la corte (Hoffaktor). De 1802 a 1804 realizó su primer préstamo estatal a la corte de Dinamarca por más de 10 millones de florines.
Él mantuvo estrecho contacto con el más importante consejero de finanzas del príncipe, Carl Buderus. Durante el gobierno napoleónico de ocupación, Buderus sobornó al general francés Lagrange, para poder asegurar valores en papel de más de 15 millones de escudos para el príncipe.
A través de sus buenos contactos con Buderus y el príncipe, quien estuvo en el exilio en Dinamarca de 1806 a 1813, Mayer Amschel forjó una casa bancaria y obtuvo el total control sobre los valores y canjes de deuda del príncipe. Con ayuda de los banqueros Lennap y Lawatz, obtuvo interés en toda Europa y pudo especular con el dinero en su control.

### Confederación Germánica

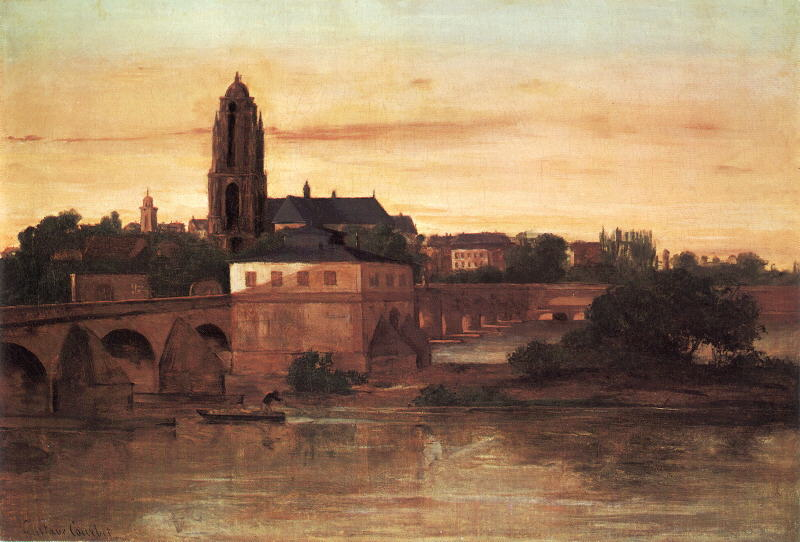
Vista de la ciudad en 1858, obra de Gustave Courbet.

La Confederación del Rin se disolvió después de la derrota de Napoleón en la batalla de Leipzig en 1813; cada uno de los estados alemanes firmó la paz y respaldó la Alianza entre Prusia, Rusia, Austria y Gran Bretaña. El Congreso de Viena (1814–1815) acordó la creación de la Confederación Germánica que reemplazó a la del Rin. Esta nueva organización, que agrupó a 39 estados alemanes en una confederación de estados soberanos bajo la presidencia de la Casa de Austria, también tuvo su capital en Fráncfort.
Entre 1815 y 1866, Fráncfort fue el núcleo de la unidad alemana y se convirtió en el centro de reuniones permanente de la Asamblea de la Unión. 

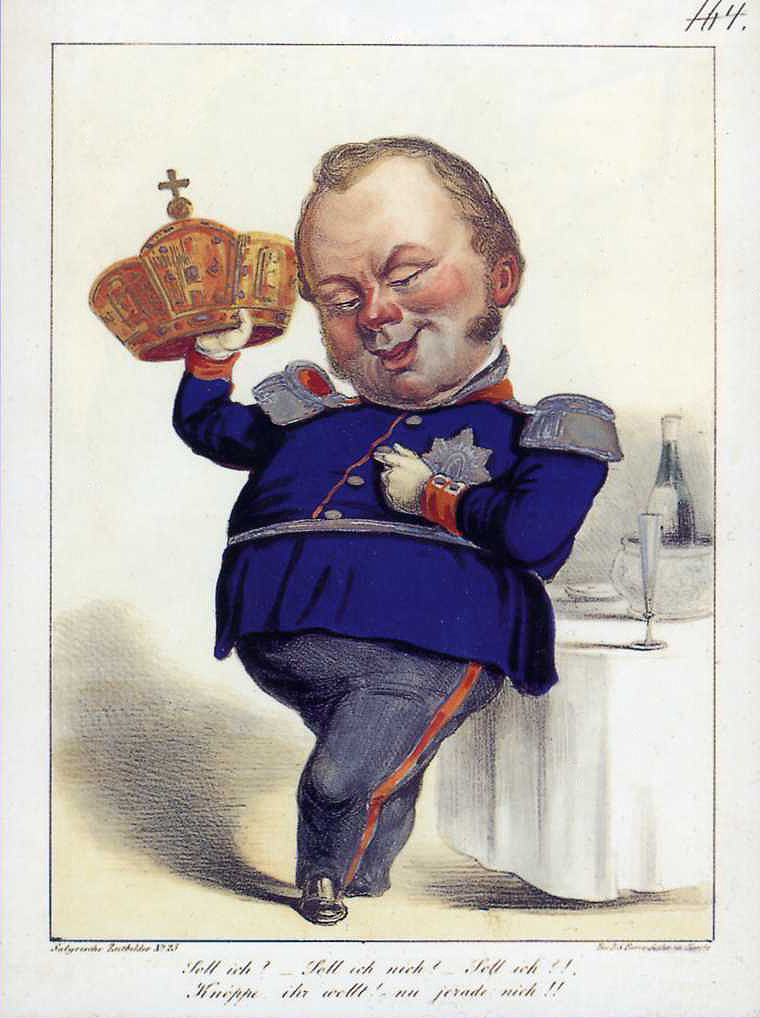
Caricatura de Federico Guillermo IV de Prusia jugando indeciso con la corona imperial que le había ofrecido la Asamblea de Fráncfort.

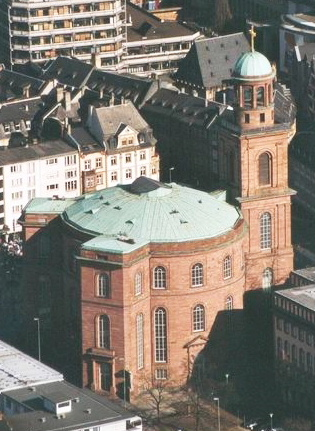
Paulskirche o iglesia de San Pablo.

Desarrollo de la ciudad
Junto a la calle principal Zeil, en el Roßmarkt, a lo largo del anillo de la ciudad y a orillas del río Main, la rica población de la ciudad tenía amplias casas erigidas por arquitectos como Salins de Montfort y Friedrich Rumpf. También dotaron a varias sociedades científicas, por ejemplo, Polytechnische Gesellschaft y Physikalischen Verein. En 1819, Heinrich Friedrich Karl vom Stein fundó la Gesellschaft für ältere deutsche Geschichtskunde (Monumenta Germaniae Historica). En 1825, el arquitecto municipal Johann Friedrich Christian Hess construyó la biblioteca representativa de la ciudad. Al mismo tiempo, la nueva construcción del Senckenbergische Naturforschende Gesellschaft se desarrolló en el Eschenheimer Turm. Aquí es donde Eduard Rüppell comenzó sus extensas expediciones de investigación a África. La Städelschule, que se inauguró en 1829, atrajo a artistas de renombre de toda Europa, entre otros Bertel Thorvaldsen, Philipp Veit, Eduard von Steinle y Moritz von Schwind. Las fundaciones y clubes cívicos también fomentaron la vida cultural de la ciudad, por ejemplo, el Frankfurter Kunstverein, el Museumsgesellschaft, el Cäcilienverein y el Städtische Theater.
En 1828, el jardinero de la ciudad, Sebastián Rinz, reservó terrenos para un nuevo cementerio principal y un nuevo cementerio judío, a unos 15 minutos de las antiguas murallas de la ciudad. Los antiguos cementerios, que datan de la Edad Media, el Peterskirchhof y el antiguo cementerio judío estaban cerrados. También en 1828, la empresa Knoblauch & Schiele, la primera fábrica de gas, comenzó a suministrar gas a hogares privados.
En 1830, la ciudad arregló el mantenimiento de las iglesias propiedad de la ciudad, los salarios del sacerdote y el sistema escolar clerical en dos contratos patrimoniales. Muchas de las iglesias más antiguas y más pequeñas, especialmente los antiguos monasterios, que habían sido secularizados en 1803 se descompusieron o se utilizaron con fines profanos. Pero, por otro lado, la nueva construcción de la Paulskirche, que había estado en ruinas desde 1789, finalmente se completó.
Revolución alemana
Fráncfort fue uno de los principales centros del movimiento revolucionario "Vormärz" ( lit: "antes de marzo"). El periodista Ludwig Börne nació en 1786 en una calle llamada "Judengasse" ("Carril judío") en el gueto judío de Fráncfort. Ludwig Börne fue autor de escritos satíricos y más tarde se convirtió en una de las figuras prominentes del movimiento literario "Joven Alemania". Debido a que la Asamblea Federal y las autoridades de la ciudad de Fráncfort temían por su reputación, intentaron prohibir los sindicatos políticos y suprimir la circulación de publicaciones liberales. Sin embargo, no tuvieron éxito en sus intentos de hacer esto. Impulsado por la Revolución de julio de 1830, grupos opositores en la ciudad de Fráncfort ardieron con un espíritu revolucionario. Pero el paso del fervor idealista a la acción decisiva fracasó por completo. Compuesto principalmente por estudiantes y oficiales polacos en el exilio, un grupo que intenta iniciar una revolución en Alemania, llamado Frankfurter Wachensturm debido a los ataques realizados en las estaciones de policía (German Wachen), fue traicionado el 3 de abril de 1833 a la policía y fue brutalmente sofocado por el pequeño ejército de la ciudad. Sin embargo, el incidente, aunque en gran medida ineficaz, tuvo un efecto escalofriante en la élite burguesa de la ciudad porque, como resultado, 2.500 soldados austriacos y prusianos estaban estacionados en la ciudad, lo que representa un desafío directo a la soberanía de la ciudad y que, a su vez, los diplomáticos del gobierno real denigraron la Ciudad Libre como un "pozo negro liberal".
La conciencia nacional alemana creció a lo largo de la década de 1840: el escultor Ludwig Schwanthaler creó un monumento Goethe en 1844 y la ceremonia de inauguración, por ejemplo, se convirtió en un punto de encuentro para los nacionalistas al igual que una reunión de académicos de estudios alemanes en el ayuntamiento de Fráncfort, que, justo antes de esto reunión, había sido decorada con imágenes de los 52 emperadores del Sacro Imperio Romano creados por artistas como Philipp Veit, Alfred Rethel y Eduard von Steinle. Una organización paraguas de los clubes democráticos de Fráncfort, los Montagskränzchen ("Clubes de los lunes"), se había reunido desde el invierno de 1845/46.
Constitución de Fráncfort de 1849
La Constitución de Fráncfort de 1849, conocida en alemán como Paulskirchenverfassung —«Constitución de la Paulskirche»—, fue la primera constitución de un imperio alemán (nótese que el término "Imperio alemán" se asocia generalmente con el fundado en 1871 por Otto von Bismarck, pero que este no fue el primero). El título real del documento era Verfassung des Deutschen Reiches, «Constitución del Imperio Alemán». Fue proclamada por el parlamento reunido en la Paulskirche de Fráncfort el 27 de marzo de 1849 y entró en vigor el 28 de marzo, cuando fue publicada en el boletín del estado Reichs-Gesetz-Blatt 1849, páginas 101 a 147.
Esta constitución suponía la fundación de iure de un imperio alemán unido, sucesor de la Confederación Germánica. Sin embargo, de facto, la mayor parte de los príncipes alemanes no eran proclives a ceder su soberanía y se opusieron al documento, de modo que este fracasó y la Confederación Germánica se reinstauró un año más tarde. Por otro lado, este primer y democrático Imperio alemán tuvo que librar con su reducida Reichsflotte (flota imperial), fundada apenas un año antes, la batalla de Heligoland (1849), enmarcada en la primera guerra de Schleswig. La enseña negra-roja-dorada de esta flota fue una de los primeros ejemplos de uso oficial de la actual bandera de Alemania.
Tras arduas negociaciones, el parlamento ratificó completamente la Constitución Imperial el 27 de marzo de 1849. Se sacó adelante por un estrecho margen de 267 contra 263 votos. La versión aprobada incluía la creación de un emperador hereditario (Erbkaisertum); esta figura había sido apoyada por un grupo de monárquicos liderados por Heinrich von Gagern con el apoyo de la en un principio reacia fracción política "Westendhall", liderada por August Heinrich Simon. En primera instancia esta solución se había rechazado, pero al final se aceptó porque todas las alternativas, como una monarquía electiva o un gobierno con presidencia rotatoria, eran aún menos factibles y no agrupaban apoyos amplios. Lo mismo sucedía con el modelo republicano inspirado en los Estados Unidos que exigían las izquierdas radicales.
La soberanía popular estaría representada por un parlamento bicameral, con una cámara baja (Volkshaus) elegida por sufragio directo y una cámara alta (Staatenhaus) de representativos enviados por cada uno de los estados confederados. La mitad de cada delegación territorial en la cámara alta estaría nombrada por el gobierno y la otra mitad por el parlamento del estado del estado correspondiente.

### Confederación Alemana del Norte

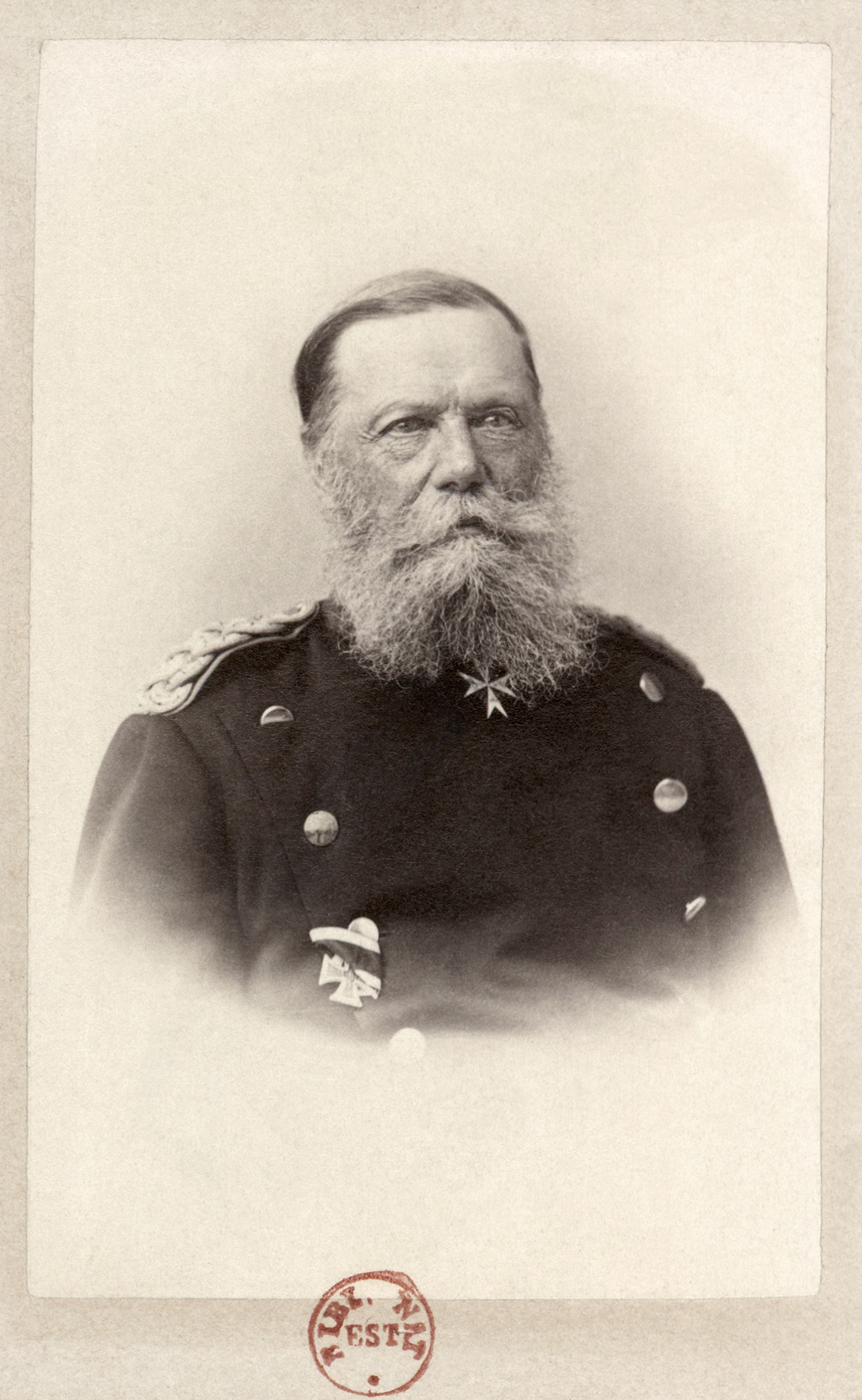
Eduard Vogel von Falckenstein.

Con la creación de la Confederación Alemana del Norte, Fráncfort perdió parte de su relevancia política en favor de Berlín. Prusia se anexionó la ciudad en 1866, cinco años antes de ganar la guerra franco-prusiana, cuyo tratado de paz firmado en Fráncfort el 10 de mayo de 1871 desembocó en la creación de Alemania como país unido.
El conflicto austro-prusiano estaba, para entonces, empujando a Alemania cada vez más hacia la guerra. Incluso el congreso convocado por Austria, el Frankfurter Fürstentag, en agosto de 1863 no pudo encontrar una solución debido al boicot prusiano. Como resultado del fracaso de la cumbre, el público de Fráncfort, que durante mucho tiempo había simpatizado con Austria, estaba completamente en contra de Prusia. La liberal Frankfurt Press también era predominantemente antiprusiana, especialmente el Frankfurt Ober-Postamts-Zeitung, fundado en 1617, el Journal de Francfort, publicado en francés, y el Handelszeitung, establecido en 1856. En la revista satírica Frankfurt Lantern, publicada por primera vez en 1860, el editor Friedrich Stoltze criticó la política de Bismarck en comentarios y caricaturas cada vez más duras. Esto llevó a Prusia a tener una orden de arresto para Stoltze.
Sin embargo, en el ámbito de la Asamblea Nacional Alemana, fundada en Fráncfort en 1859, también hubo influyentes Frankfurters que creyeron en la "misión prusiana" para establecer la unidad alemana. La voz del movimiento era el Frankfurter Journal nacional-liberal, que fue subvencionado por los prusianos. El cónsul general prusiano de Fráncfort era el muy respetado banquero Moritz von Bethmann, quien había sido uno de los anfitriones del Fürstentag. Más tarde renunció a su cargo en protesta contra la política de Bismarck.
Cuando la guerra alemana inevitablemente se cernía a principios del verano de 1866, la ciudad permaneció leal a la Confederación Germánica, según su lema "fe en la ley federal". El 14 de junio de 1866, votaron a favor de la ejecución confederada contra Prusia, aunque al mismo tiempo declararon que no participaría en la guerra civil. Aun así, la ciudad no pudo evitar los enredos de la guerra, ya que Prusia consideraba que la lealtad de la Confederación de Fráncfort era hostil. Bismarck estaba decidido a establecer violentamente la unidad alemana bajo el dominio prusiano y a expulsar a Austria de la política alemana.
El 16 de julio de 1866, la ciudad indefensa fue ocupada por tropas prusianas bajo su general Eduard Vogel von Falckenstein, quienes inmediatamente impusieron represalias estrictas sobre la ciudad. Solo un día después, el 17 de julio, se impuso a la ciudad un primer pago de 5,8 millones de florines.

### Imperio alemán
El Tratado de Fráncfort (en francés: Le traité de Francfort; en alemán: Friede von Frankfurt) fue un tratado de paz firmado el 10 de mayo de 1871 en Fráncfort del Meno entre el Imperio alemán y Francia, al finalizar la guerra franco-prusiana. Ratificó el Tratado de Versalles del 26 de febrero de 1871, acordado entre Otto von Bismarck y el jefe de gobierno francés, Adolphe Thiers.
La provincia de Hesse-Nassau (en alemán: Provinz Hessen-Nassau) fue una provincia del reino de Prusia entre 1868-1918, y desde entonces una provincia del Estado Libre de Prusia hasta 1944.
Durante la Primera Guerra Mundial, la ciudad no sufrió daños de consideración y logró conservar prácticamente intactas sus infraestructuras.

### República de Weimar y Alemania nazi
Tras la caída del Imperio alemán como consecuencia de la derrota en la guerra, Fráncfort inició un periodo de renovada prosperidad a pesar de la crisis general que vivió el país durante la República de Weimar.
El 1 de abril de 1929, el Estado Libre de Waldeck se convirtió en parte de Hesse-Nassau después de un referéndum popular y pasó a formar parte de la región administrativa de Kassel.

### Segunda Guerra Mundial

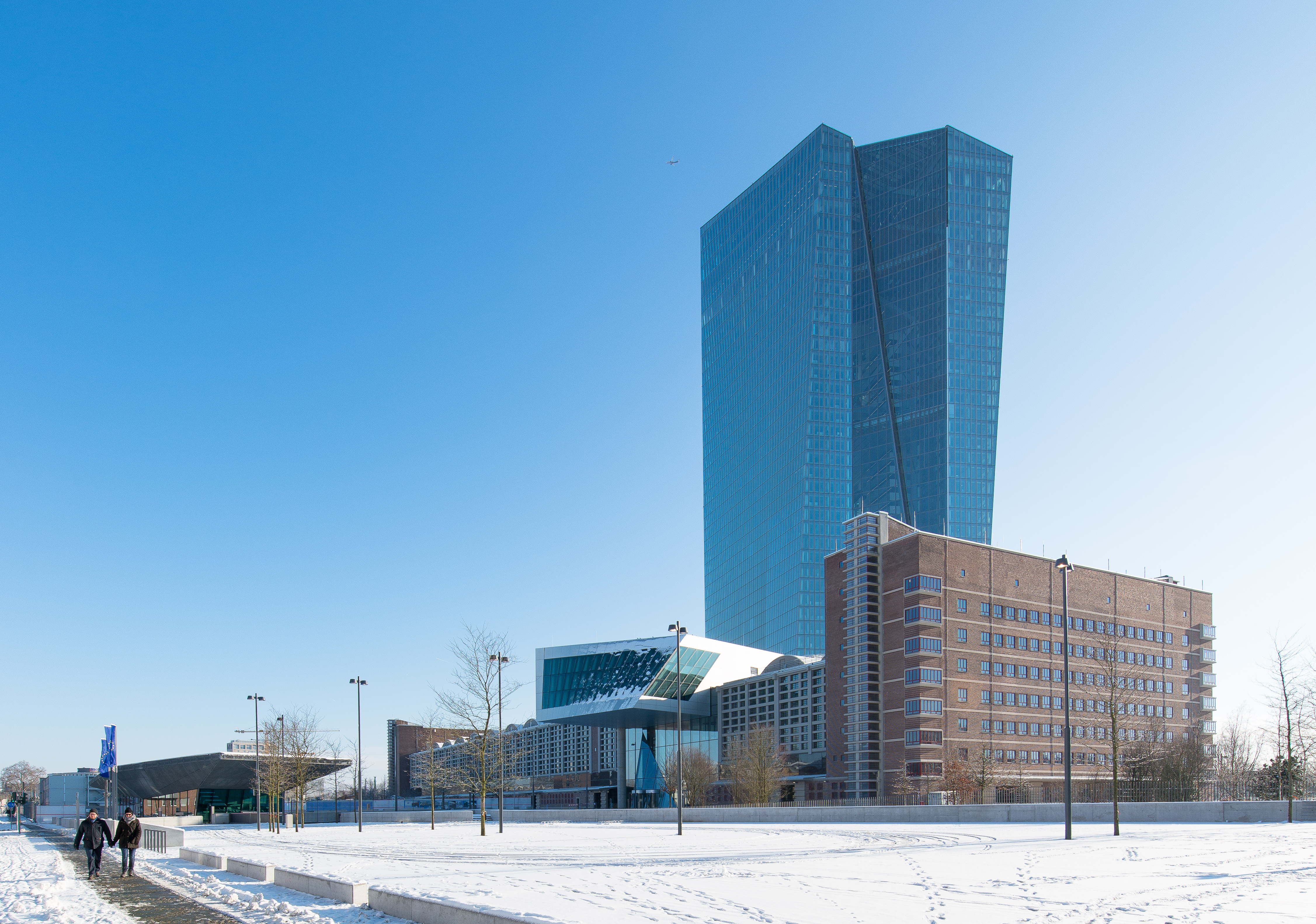

Batalla de Fráncfort
La 6.ª se unió con la 5.ª y atravesó las afueras del sur (Sachsenhausen) hasta el río Meno. Allí, las unidades de la 5.ª encontraron el puente Wilhelmsbruecke en su mayor parte intacto (hoy conocido como Friedensbruecke). Los ingenieros alemanes habían intentado destruirlo en un intento de detener a las fuerzas estadounidenses el 25 de marzo, pero no lo lograron. Con el apoyo de la artillería de tanques de Estados Unidos, las tropas de la 5.ª cruzaron el Wilhelmsbruecke bajo fuego pesado el 27 de marzo y entraron en la parte norte de la ciudad. Las dos divisiones lucharon contra los alemanes en un feroz combate casa por casa, empujando lentamente a través de la ciudad hacia el norte y hacia el este.

### Desde 1945
Tras el fin de la Segunda Guerra Mundial en Europa se creó el estado federado de Hesse, en el que Fráncfort quedó suscrita administrativamente en el marco de la República Federal de Alemania (1949-1990). Berlín se encontraba ocupada por los ejércitos aliados, por lo que la nueva república se planteó la necesidad de encontrar una nueva capital. Aunque Fráncfort fue la favorita para ostentar dicho título, la posterior presión de Konrad Adenauer hizo que finalmente Bonn fuese designada como capital de la RFA, estatus que conservó hasta los años 1990.
Fráncfort encarna de manera especial el denominado «milagro económico alemán» que se desarrolló en las décadas posteriores al final de la guerra. La ciudad se alzó rápidamente con el prestigio de ser el centro financiero del país, arrebatándole esta condición a Berlín. El Deutsche Bank dejó la antigua capital y se instaló en Fráncfort.
Las autoridades de la ciudad implementaron un complejo programa de reconstrucción urbanística, volviendo a construir los edificios más emblemáticos y desarrollando paulatinamente el nuevo centro financiero. Es por ello que, a pesar de ser una ciudad milenaria, Fráncfort tiene un centro geográfico ultramoderno, que agrupa varios de los más grandes edificios de Europa y que le ha valido ser seleccionada para acoger la sede central del Banco Central Europeo (BCE), uno de los pilares de la Unión Europea (UE).
La metrópoli se ha convertido en el centro de la región Rin-Meno, que cuenta casi 5 millones habitantes y es una de las regiones más productivas y dinámicas de Alemania.
Área metropolitana de Fráncfort
El área metropolitana de Fráncfort consiste en la ciudad de Fráncfort del Meno y en una serie de localidades menores pertenecientes a la Región de Darmstadt, en el estado de Hesse.